# Golden League (handball)
Cet article concerne la compétition de handball nommée Golden League. Pour la compétition d'athlétisme, voir Golden League.
La Golden League est une compétition internationale amicale de handball, créée en 2012 à l'initiative des fédérations danoise,  française et norvégienne de handball. Elle est organisée chaque saison alternativement chez les femmes et chez les hommes.
Elle se déroule en trois étapes qui se tiennent dans chacun des trois pays organisateurs, Danemark, France et Norvège et qui regroupent les trois nations hôtes ainsi qu'une équipe invitée. 
On ne tient pas compte de l'équipe invitée dans le classement général et seules les rencontres entre les trois équipes permanentes sont comptabilisées.

## Tournoi femmes

### Édition 2012-2013
Pour cette première année, la Russie est la quatrième nation invitée pour les étapes au Danemark (octobre 2012) et en France (mars 2013), la Suède participe à l'étape en Norvège (novembre 2012).
La première étape se déroule du 5 au 7 octobre 2012 à Aarhus au Danemark. Elle est remportée par le Danemark.
| Première étape | Première étape | Première étape | Première étape | Première étape |
| Matchs         | Matchs         | Matchs         | Classement     | Points         |
| -------------- | -------------- | -------------- | -------------- | -------------- |
| Norvège        | 25-25          | Russie         | Danemark       | 6              |
| Danemark       | 32-27          | France         | Russie         | 3              |
| Russie         | 26-24          | France         | France         | 2              |
| Danemark       | 26-24          | Norvège        | Norvège        | 1              |
| France         | 27-22          | Norvège        |                |                |
| Danemark       | 35-29          | Russie         |                |                |

La deuxième étape se déroule du 23 au 25 novembre 2012 à Bergen en Norvège. Elle est remportée par la France.
| Deuxième étape | Deuxième étape | Deuxième étape | Deuxième étape | Deuxième étape |
| Matchs         | Matchs         | Matchs         | Classement     | Points         |
| -------------- | -------------- | -------------- | -------------- | -------------- |
| France         | 24-22          | Suède          | France         | 6              |
| Norvège        | 27-31          | Danemark       | Danemark       | 4              |
| France         | 35-33          | Danemark       | Norvège        | 2              |
| Norvège        | 30-28          | Suède          | Suède          | 0              |
| Danemark       | 31-25          | Suède          |                |                |
| Norvège        | 22-23          | France         |                |                |

La troisième étape se déroule du 20 au 23 mars 2013 en France. Elle a lieu à Mouilleron-le-captif (le 20 mars 2013) et à Nantes (les 22 et 23 mars 2013). Elle est remportée par la Norvège.
| Troisième étape | Troisième étape | Troisième étape | Troisième étape | Troisième étape |
| Matchs          | Matchs          | Matchs          | Classement      | Points          |
| --------------- | --------------- | --------------- | --------------- | --------------- |
| Norvège         | 40-24           | Danemark        | Norvège         | 6               |
| France          | 21-23           | Russie          | Russie          | 2 (+1)          |
| Norvège         | 29-22           | Russie          | Danemark        | 2 (0)           |
| France          | 25-24           | Danemark        | France          | 2 (-1)          |
| Danemark        | 31-30           | Russie          |                 |                 |
| France          | 20-24           | Norvège         |                 |                 |

Vainqueur
Pour cette première édition féminine, le Danemark termine premier au meilleur des trois étapes avec 6 victoires en 9 matchs.
La France termine première au niveau des confrontations directes avec le Danemark et la Norvège lors des trois étapes de cette première édition avec 4 victoires en 6 matchs.

### Édition 2014-2015
Pour cette seconde édition, le Brésil est la nation invitée pour la première étape au Danemark (octobre 2014) et la Serbie pour la seconde étape en Norvège (novembre 2014), tandis que la Pologne participe à la troisième et dernière étape en France (mars 2015).
La première étape se déroule du 9 au 12 octobre 2014 au Danemark. Elle a lieu à Holstebro (le 9 octobre 2014), à Esbjerg (le 11 octobre 2014) et à Aarhus (le 12 octobre 2014). Elle est remportée par le Danemark.
| Première étape | Première étape | Première étape | Première étape | Première étape |
| Matchs         | Matchs         | Matchs         | Classement     | Points         |
| -------------- | -------------- | -------------- | -------------- | -------------- |
| Norvège        | 31-27          | Brésil         | Danemark       | 4 (+4)         |
| Danemark       | 19-22          | France         | Norvège        | 4 (-4)         |
| Norvège        | 23-15          | France         | France         | 3              |
| Danemark       | 28-24          | Brésil         | Brésil         | 1              |
| Brésil         | 26-26          | France         |                |                |
| Danemark       | 26-22          | Norvège        |                |                |

La deuxième étape se déroule du 27 au 30 novembre 2014 en Norvège. Elle a lieu à Larvik (les 27 et 28 novembre 2014) et à Oslo (le 30 novembre 2014). Elle est à nouveau remportée par le Danemark.
| Deuxième étape | Deuxième étape | Deuxième étape | Deuxième étape | Deuxième étape |
| Matchs         | Matchs         | Matchs         | Classement     | Points         |
| -------------- | -------------- | -------------- | -------------- | -------------- |
| France         | 22-18          | Serbie         | Danemark       | 6              |
| Norvège        | 21-24          | Danemark       | Norvège        | 4              |
| Danemark       | 32-20          | Serbie         | France         | 2              |
| Norvège        | 21-20          | France         | Serbie         | 0              |
| Norvège        | 30-18          | Serbie         |                |                |
| Danemark       | 26-23          | France         |                |                |

La troisième étape se tient du 19 au 22 mars en France. Elle a lieu à Dijon (le 19 mars 2015) et à Besançon (le 21 et 22 mars 2015). Elle est remportée par la France.
| Troisième étape | Troisième étape | Troisième étape | Troisième étape | Troisième étape |
| Matchs          | Matchs          | Matchs          | Classement      | Points          |
| --------------- | --------------- | --------------- | --------------- | --------------- |
| Pologne         | 27-26           | Norvège         | France          | 6               |
| France          | 24-23           | Danemark        | Norvège         | 2 (+8)          |
| Norvège         | 32-23           | Danemark        | Danemark        | 2 (0)           |
| France          | 26-20           | Pologne         | Pologne         | 2 (-8)          |
| Danemark        | 30-21           | Pologne         |                 |                 |
| France          | 28-23           | Norvège         |                 |                 |

Vainqueur
Lors de cette seconde édition, c'est encore le Danemark qui termine premier au meilleur des trois étapes avec 6 victoires en 9 matchs.
C'est la Norvège qui termine première au niveau des confrontations directes avec le Danemark et la France lors des trois étapes de cette deuxième édition avec 3 victoires en 6 matchs. Comme les trois équipes organisatrices ont un bilan identique, la Norvège (+6) devance le Danemark (-3) et la France (-3) à la différence particulière de buts.

### Édition 2016-2017
Lors de la troisième édition, la Russie est invitée pour les trois étapes au Danemark (octobre 2016), en Norvège (novembre 2016) et en France (mars 2017).
La première étape se déroule du 6 au 9 octobre 2016 au Danemark. Elle a lieu à Haderslev (le 6 octobre 2016), à Esbjerg (le 8 octobre 2016) et à Horsens (le 9 octobre 2016). Elle est remportée par la Norvège.
| Première étape | Première étape | Première étape | Première étape | Première étape |
| Matchs         | Matchs         | Matchs         | Classement     | Points         |
| -------------- | -------------- | -------------- | -------------- | -------------- |
| Norvège        | 19-17          | France         | Norvège        | 6              |
| Danemark       | 32-22          | Russie         | France         | 4              |
| Norvège        | 28-23          | Russie         | Danemark       | 2              |
| Danemark       | 20-27          | France         | Russie         | 0              |
| France         | 24-22          | Russie         | -              | -              |
| Danemark       | 19-31          | Norvège        | -              | -              |

La deuxième étape se déroule du 24 au 27 novembre 2016 à Stavanger en Norvège. Elle est également remportée par la Norvège.
| Deuxième étape | Deuxième étape | Deuxième étape | Deuxième étape | Deuxième étape |
| Matchs         | Matchs         | Matchs         | Classement     | Points         |
| -------------- | -------------- | -------------- | -------------- | -------------- |
| Russie         | 30-23          | France         | Norvège        | 6              |
| Norvège        | 31-25          | Danemark       | Danemark       | 2 (+7)         |
| Danemark       | 30-22          | Russie         | Russie         | 2 (-1)         |
| Norvège        | 29-20          | France         | France         | 2 (-6)         |
| France         | 20-19          | Danemark       | -              | -              |
| Norvège        | 28-26          | Russie         | -              | -              |

La troisième étape se déroule du 16 au 19 mars 2017 au Mans et à Orléans en France. Elle est encore remportée par la Norvège qui gagne aussi les trois étapes en terminant invaincue.
| Troisième étape | Troisième étape | Troisième étape | Troisième étape | Troisième étape |
| Matchs          | Matchs          | Matchs          | Classement      | Points          |
| --------------- | --------------- | --------------- | --------------- | --------------- |
| Norvège         | 30-27           | Russie          | Norvège         | 6               |
| France          | 29-21           | Danemark        | France          | 4               |
| Russie          | 34-30           | Danemark        | Russie          | 2               |
| France          | 23-30           | Norvège         | Danemark        | 0               |
| Norvège         | 31-23           | Danemark        | -               | -               |
| France          | 33-21           | Russie          | -               | -               |

Vainqueur
Lors de cette troisième édition, c'est la Norvège qui termine première au meilleur des trois étapes avec un bilan impressionnant de 9 victoires en 9 matchs.
La Norvège termine aussi première au niveau des confrontations directes avec le Danemark et la France lors des trois étapes de cette troisième édition avec un bilan parfait de 6 victoires en 6 matchs.

### Édition 2018-2019
Lors de la quatrième édition, la Pologne est la nation invitée pour la première étape au Danemark (septembre 2018) et la Hongrie pour la seconde étape en Norvège (novembre 2018), tandis que la Roumanie participe à la troisième et dernière étape en France (mars 2019).
La première étape se déroule du 27 au 30 septembre 2018 au Danemark, à Viborg (le 27 septembre 2018), à Aarhus (le 29 septembre 2018) et à Horsens (le 30 septembre 2018). Elle est remportée par la Norvège, même si elle a concédé un match nul face à la France.
| Première étape | Première étape | Première étape | Première étape | Première étape |
| Matchs         | Matchs         | Matchs         | Classement     | Points         |
| -------------- | -------------- | -------------- | -------------- | -------------- |
| Norvège        | 34-27          | Pologne        | Norvège        | 5              |
| Danemark       | 24-21          | France         | Pologne        | 4              |
| France         | 22-22          | Norvège        | Danemark       | 2              |
| Danemark       | 21-23          | Pologne        | France         | 1              |
| Pologne        | 22-16          | France         | -              | -              |
| Danemark       | 20-25          | Norvège        | -              | -              |

La deuxième étape se déroule du 22 au 25 novembre 2018 à Bærum en Norvège. Elle est également remportée par la Norvège.
| Deuxième étape | Deuxième étape | Deuxième étape | Deuxième étape | Deuxième étape |
| Matchs         | Matchs         | Matchs         | Classement     | Points         |
| -------------- | -------------- | -------------- | -------------- | -------------- |
| Norvège        | 25-19          | Hongrie        | Norvège        | 6              |
| France         | 22-20          | Danemark       | France         | 4              |
| Hongrie        | 18-19          | France         | Danemark       | 2              |
| Norvège        | 28-22          | Danemark       | Hongrie        | 0              |
| Danemark       | 23-16          | Hongrie        | -              | -              |
| Norvège        | 23-21          | France         | -              | -              |

La troisième étape se déroule du 16 au 19 mars 2017 au Mans et à Orléans en France. Elle est encore remportée par la Norvège qui gagne aussi les trois étapes en terminant invaincue.
| Troisième étape | Troisième étape | Troisième étape | Troisième étape | Troisième étape |
| Matchs          | Matchs          | Matchs          | Classement      | Points          |
| --------------- | --------------- | --------------- | --------------- | --------------- |
| Norvège         | 31-20           | Danemark        | Norvège         | 6               |
| France          | 28-18           | Roumanie        | Danemark        | 4               |
| Norvège         | 31-27           | Roumanie        | France          | 2               |
| France          | 22-25           | Danemark        | Roumanie        | 0               |
| Danemark        | 36-23           | Roumanie        | -               | -               |
| France          | 22-24           | Norvège         | -               | -               |

Vainqueur
Lors de cette quatrième édition, c'est à nouveau la Norvège qui termine première au meilleur des trois étapes avec un bilan de 8 victoires et 1 match nul en 9 matchs.
La Norvège termine aussi première au niveau des confrontations directes avec le Danemark et la France lors des trois étapes de cette troisième édition avec un bilan de 5 victoires et 1 match nul en 6 matchs.

### Édition 2020-2021
Lors de la cinquième édition, le Monténégro est la nation invitée pour la première étape au Danemark (octobre 2018) et l'Allemagne pour la seconde étape en Norvège (novembre 2018). Du fait de la pandémie de Covid-19, la deuxième étape n'a pas été jouée et la troisième et dernière étape en France a été annulée.
La première étape se déroule du 1er au 4 octobre 2020 au Danemark, à Horsens (le 1er octobre 2020), à Randers (le 3 octobre 2020) et à Viborg (le 4 octobre 2020). Elle est remportée par la Norvège, même si elle a concédé un match nul face à la France.
| Première étape | Première étape | Première étape | Première étape | Première étape |
| Matchs         | Matchs         | Matchs         | Classement     | Points         |
| -------------- | -------------- | -------------- | -------------- | -------------- |
| France         | 29-13          | Monténégro     | Norvège        | 6              |
| Danemark       | 28-21          | Norvège        | France         | 4              |
| France         | 28-29          | Norvège        | Danemark       | 2              |
| Danemark       | 36-26          | Monténégro     | Monténégro     | 0              |
| Norvège        | 34-28          | Monténégro     | -              | -              |
| Danemark       | 23-27          | France         | -              | -              |

La deuxième étape aurait dû se dérouler du 26 au 29 novembre 2018 à Bergen en Norvège avec l'Allemagne comme invité. Mais deux jours après le retrait officiel de la Norvège de la co-organisation de l'Euro 2020 à cause de la pandémie de Covid-19, la fédération norvégienne de handball a décidé d'annuler la 2e étape pour la même raison.

## Tournoi hommes

### Édition 2013-2014
Pour cette première année, les nations invitées sont la Croatie pour l'étape en Norvège (novembre 2013), le Qatar pour l'étape en France (janvier 2014) et la  Slovénie pour l'étape au Danemark (avril 2014).
La première étape se déroule du 1er au 3 novembre 2013 à Oslo en Norvège. 
Elle est remportée par le Danemark.
| Première étape | Première étape | Première étape | Première étape | Première étape |
| Matchs         | Matchs         | Matchs         | Classement     | Points         |
| -------------- | -------------- | -------------- | -------------- | -------------- |
| Danemark       | 33-29          | France         | Danemark       | 4 (+4)         |
| Norvège        | 26-28          | Croatie        | France         | 4 (-4)         |
| Danemark       | 29-28          | Croatie        | Croatie        | 2 (+2)         |
| Norvège        | 29-32          | France         | Norvège        | 2 (-2)         |
| Norvège        | 32-26          | Danemark       |                |                |
| France         | 29-24          | Croatie        |                |                |

La deuxième étape se déroule du 4 au 7 janvier 2014 en France. Elle a lieu à Paris (les 4 et 5 janvier 2014) et au Mans (le 7 janvier 2014).
Elle est remportée une nouvelle fois par le Danemark.
| Deuxième étape | Deuxième étape | Deuxième étape | Deuxième étape | Deuxième étape |
| Matchs         | Matchs         | Matchs         | Classement     | Points         |
| -------------- | -------------- | -------------- | -------------- | -------------- |
| France         | 29-23          | Qatar          | Danemark       | 5              |
| Danemark       | 34-22          | Norvège        | France         | 4              |
| Qatar          | 34-27          | Norvège        | Qatar          | 3              |
| France         | 28-29          | Danemark       | Norvège        | 0              |
| France         | 29-28          | Norvège        |                |                |
| Danemark       | 23-23          | Qatar          |                |                |

La troisième étape se déroule du 3 au 6 avril 2014 au Danemark. Elle a lieu à Horsens (le 3 avril 2014), à Aalborg (le 4 avril 2014) et à Aarhus (le 6 avril 2014).
Elle est remportée par la France.
| Troisième étape | Troisième étape | Troisième étape | Troisième étape | Troisième étape |
| Matchs          | Matchs          | Matchs          | Classement      | Points          |
| --------------- | --------------- | --------------- | --------------- | --------------- |
| France          | 27-25           | Norvège         | France          | 4 (+2)          |
| Danemark        | 31-25           | Slovénie        | Norvège         | 4 (-2)          |
| Slovénie        | 27-26           | France          | Danemark        | 2 (+6)          |
| Danemark        | 31-32           | Norvège         | Slovénie        | 2 (-6)          |
| Norvège         | 30-28           | Slovénie        |                 |                 |
| Danemark        | 26-28           | France          |                 |                 |

Vainqueur
Pour cette première édition masculine, la France termine première au meilleur des trois étapes avec 6 victoires en 9 matchs.
La France termine aussi première au niveau des confrontations directes avec le Danemark et la Norvège lors des trois étapes de cette première édition avec 4 victoires en 6 matchs.

### Édition 2015-2016
Pour cette deuxième année, les nations invitées sont l'Islande pour l'étape en Norvège (novembre 2015), le Qatar pour l'étape en France (janvier 2016) .
La première étape se déroule du 5 au 8 novembre 2015 à Oslo en Norvège. Elle est remportée par le Danemark. À noter également que l'équipe de France, remaniée et rajeunie du fait de l'absence de nombreux cadres, enregistre trois défaites consécutives, une première depuis l'Euro 2004.
| Première étape | Première étape | Première étape | Première étape | Première étape |
| Matchs         | Matchs         | Matchs         | Classement     | Points         |
| -------------- | -------------- | -------------- | -------------- | -------------- |
| Danemark       | 23-22          | France         | Danemark       | 6              |
| Norvège        | 27-28          | Islande        | Islande        | 4              |
| Islande        | 25-23          | France         | Norvège        | 2              |
| Norvège        | 28-33          | Danemark       | France         | 0              |
| Norvège        | 32-29          | France         |                |                |
| Danemark       | 32-24          | Islande        |                |                |

La deuxième étape se déroule du 7 au 10 janvier 2016 en France. Elle a lieu à Rouen (le 7 janvier 2016) et à Paris (les 9 et 10 janvier 2016).
Elle est remportée par la France.
| Deuxième étape | Deuxième étape | Deuxième étape | Deuxième étape | Deuxième étape |
| Matchs         | Matchs         | Matchs         | Classement     | Points         |
| -------------- | -------------- | -------------- | -------------- | -------------- |
| France         | 27-26          | Norvège        | France         | 4 (+8)         |
| Danemark       | 31-26          | Qatar          | Danemark       | 4 (-8)         |
| Danemark       | 34-30          | Norvège        | Norvège        | 2 (+1)         |
| France         | 25-28          | Qatar          | Qatar          | 2 (-1)         |
| Norvège        | 26-25          | Qatar          |                |                |
| France         | 36-28          | Danemark       |                |                |

### Édition 2017-2018
Pour cette troisième édition, les nations invitées sont la Pologne pour l'étape au Danemark (octobre 2017), l'Égypte pour l'étape en France (janvier 2018) et l'Islande pour l'étape en Norvège (avril 2018).
La première étape se déroule du 26 au 29 octobre 2017 à Brøndby, Aarhus et Herning au Danemark. Elle est remportée par le Danemark.
|   | Équipe   | Pts | J | G | N | P | Bp | Bc | Diff |
| - | -------- | --- | - | - | - | - | -- | -- | ---- |
| 1 | Danemark | 6   | 3 | 3 | 0 | 0 | 77 | 67 | 10   |
| 2 | Norvège  | 4   | 3 | 2 | 0 | 1 | 81 | 77 | 4    |
| 3 | France   | 2   | 3 | 1 | 0 | 2 | 78 | 72 | 6    |
| 4 | Pologne  | 0   | 3 | 0 | 0 | 3 | 67 | 87 | -20  |

| 26 octobre 2017 18:15 | France | 29 - 15 | Pologne | Brøndby Hall, Brøndby |

| 26 octobre 2017 21:00 | Danemark | 24 - 19 | Norvège | Brøndby Hall, Brøndby |

| 28 octobre 2017 16:10 | Danemark | 26 - 25 | Pologne | Ceres Arena, Aarhus |

| 28 octobre 2017 18:25 | Norvège | 30 - 26 | France | Ceres Arena, Aarhus |

| 29 octobre 2017 18:00 | Pologne | 27 - 32 | Norvège | Jyske Bank Boxen, Herning |

| 29 octobre 2017 20:15 | Danemark | 27 - 23 | France | Jyske Bank Boxen, Herning |

La deuxième étape se déroule du 4 au 7 janvier 2018 à Rouen et Paris en France. Elle est remportée par le Danemark.
|   | Équipe   | Pts | J | G | N | P | Bp | Bc  | Diff |
| - | -------- | --- | - | - | - | - | -- | --- | ---- |
| 1 | Danemark | 4   | 3 | 2 | 0 | 1 | 91 | 76  | 15   |
| 2 | France   | 4   | 3 | 2 | 0 | 1 | 93 | 79  | 14   |
| 3 | Norvège  | 4   | 3 | 2 | 0 | 1 | 85 | 85  | 0    |
| 4 | Égypte   | 0   | 3 | 0 | 0 | 3 | 72 | 101 | -29  |

| 4 janvier 2018 18:30 | France | 32 - 27 | Norvège | Kindarena, Rouen |

| 4 janvier 2018 20:45 | Danemark | 37 - 21 | Égypte | Kindarena, Rouen |

| 6 janvier 2018 16:45 | Danemark | 25 - 27 | Norvège | AccorHotels Arena, Paris |

| 6 janvier 2018 19:15 | France | 33 - 23 | Égypte | AccorHotels Arena, Paris |

| 7 janvier 2018 14:30 | Norvège | 31 - 28 | Égypte | AccorHotels Arena, Paris |

| 7 janvier 2018 17:00 | France | 28 - 29 | Danemark | AccorHotels Arena, Paris |

La troisième étape se déroule du 5 au 8 avril 2018 à Straume en Norvège. Elle est remportée par la France.
|   | Équipe   | Pts | J | G | N | P | Bp | Bc | Diff |
| - | -------- | --- | - | - | - | - | -- | -- | ---- |
| 1 | France   | 5   | 3 | 2 | 1 | 0 | 92 | 84 | 8    |
| 2 | Danemark | 4   | 3 | 2 | 0 | 1 | 93 | 86 | 7    |
| 3 | Norvège  | 3   | 3 | 1 | 1 | 1 | 83 | 91 | -8   |
| 4 | Islande  | 0   | 3 | 0 | 0 | 3 | 83 | 90 | -7   |

| 5 avril 2018 18:15 | Norvège | 31 - 29 | Islande | Sotra Arena, Straume |

| 5 avril 2018 20:45 | France | 35 - 29 | Danemark | Sotra Arena, Straume |

| 7 avril 2018 15:30 | Danemark | 31 - 28 | Islande | Sotra Arena, Straume |

| 7 avril 2018 18:15 | Norvège | 29 - 29 | France | Sotra Arena, Straume |

| 8 avril 2018 15:30 | Islande | 26 - 28 | France | Sotra Arena, Straume |

| 8 avril 2018 18:15 | Norvège | 23 - 33 | Danemark | Sotra Arena, Straume |